# Tabulaephorus marptys
Tabulaephorus marptys is een vlinder uit de familie vedermotten (Pterophoridae). De wetenschappelijke naam is voor het eerst geldig gepubliceerd in 1872 door Christoph.
De soort komt voor in Europa.